# MEL.Odorous
MEL.Odorous je računalni virus otkriven 11. lipnja 2007. godine. Zaražava računala koja rade pod operativnim sustavima Microsoft Windows (Windows 2000, Windows 95, Windows 98, Windows Me, Windows NT, Windows Server 2003, Windows XP) i Linux.
Virus se širi dijeljenjem datoteka s nastavkom .MEL. MEL.Odorous na zaraženom računalu koje ima instaliran Maya 3D framework pretražuje postoji li u trenutnom direktoriju još datoteka s nastavkom .MEL. te zaražava one koje nisu inficirane.